# David Kersh
David Kersh (* 9. Dezember 1970 in Humble, Texas) ist ein US-amerikanischer Country-Sänger.
Kersh arbeitete zunächst in der texanischen Club-Szene, bevor er 1996 bei dem Nashviller Label Curb Records einen Vertrag erhielt. Im gleichen Jahr wurde die erste CD produziert: Goodnight Sweetheart. Der Titelsong schaffte es bis in die Country-Top-Ten.
Zusätzliche Popularität erhielt der Texaner 1997 durch einen Werbespot der Southwest Airlines, in dem er einen jungen Country-Sänger auf dem Weg nach Nashville darstellte. Ein Jahr später erschien seine zweite und vorerst letzte CD: If I Never Stop Loving You. Aufgrund zahlreicher Live-Auftritte kann Kersh auf eine verlässliche Fangemeinde bauen. Insgesamt brachte es Kersh in seiner kurzen Karriere auf drei Top-Ten-Hits, seine beiden Alben verkauften sich gut. 1999 musste Kersh seine Karriere aufgrund einer Stimmbanderkrankung vorübergehend unterbrechen. 2005 gab er bekannt seine Karriere als Country-Musiker aufzugeben, da er die geschäftliche Seite nicht mehr ertragen könne.

## Diskografie

### Alben
| Jahr | Titel                      | Höchstplatzierung, Gesamtwochen, AuszeichnungChartplatzierungen (Jahr, Titel, Platzierungen, Wochen, Auszeichnungen, Anmerkungen) | Höchstplatzierung, Gesamtwochen, AuszeichnungChartplatzierungen (Jahr, Titel, Platzierungen, Wochen, Auszeichnungen, Anmerkungen) | Anmerkungen |
| Jahr | Titel                      | US | Country | Anmerkungen |
| ---- | -------------------------- | --- | --- | ----------- |
| 1996 | Goodnight Sweetheart       | US169 (10 Wo.)US | Country21 (46 Wo.)Country |             |
| 1998 | If I Never Stop Loving You | US134 (6 Wo.)US | Country13 (35 Wo.)Country |             |

### Singles
| Jahr | Titel Album                                           | Höchstplatzierung, Gesamtwochen, AuszeichnungChartplatzierungen (Jahr, Titel, Album, Platzierungen, Wochen, Auszeichnungen, Anmerkungen) | Höchstplatzierung, Gesamtwochen, AuszeichnungChartplatzierungen (Jahr, Titel, Album, Platzierungen, Wochen, Auszeichnungen, Anmerkungen) | Anmerkungen |
| Jahr | Titel Album                                           | US | Country | Anmerkungen |
| ---- | ----------------------------------------------------- | --- | --- | ----------- |
| 1996 | Breaking Hearts and Taking Names Goodnight Sweetheart | — | Country65 (5 Wo.)Country |             |
| 1996 | Goodnight Sweetheart                                  | — | Country6 (22 Wo.)Country |             |
| 1997 | Another You Goodnight Sweetheart                      | — | Country3 (20 Wo.)Country |             |
| 1997 | Day In, Day Out Goodnight Sweetheart                  | — | Country11 (20 Wo.)Country |             |
| 1997 | If I Never Stop Loving You                            | US67 (16 Wo.)US | Country3 (25 Wo.)Country |             |
| 1998 | Wonderful Tonight If I Never Stop Loving You          | — | Country29 (23 Wo.)Country |             |
| 1998 | Something to Think About If I Never Stop Loving You   | — | Country46 (16 Wo.)Country |             |